# Hồng Lĩnh
Hồng Lĩnh là một thị xã nằm ở phía bắc tỉnh Hà Tĩnh, Việt Nam.

## Tên gọi
Thị xã Hồng Lĩnh có diện tích đất tự nhiên 5.897,3 ha, dân số gần 48.142 người. Với vị trí địa lý có nhiều thuận lợi, Thị xã là nơi giao nhau của các tuyến giao thông Quốc gia quan trọng: Quốc lộ 1, Quốc lộ 8, kết nối Nam - Bắc và cửa khẩu quốc tế Cầu Treo sang Lào, Đông Bắc Thái Lan. Địa bàn thị xã có cốt nền cao so với các huyện phụ cận, có độ dốc từ đông sang tây, có dãy núi Hồng Lĩnh như cánh cung chắn gió cả phía Bắc và phía Đông nên hầu như không bị ảnh hưởng nhiều bởi thiên tai, bão, lụt. Kinh tế có tốc độ tăng trưởng bình quân hàng năm cao, cơ cấu chuyển dịch theo hướng tích cực, tăng nhanh tỷ trọng công nghiệp, xây dựng, thương mại - dịch vụ, giảm dần tỷ trọng nông nghiệp.
         Là vùng đất có truyền thống lịch sử, văn hóa và cách mạng, hiện trên địa bàn có 24 di tích được xếp hạng (03 di tích được xếp hạng Di tích lịch sử - văn hóa, di tích danh thắng cấp quốc gia; 21 di tích được xếp hạng cấp tỉnh), trong đó có nhiều danh thắng, di tích tiêu biểu, độc đáo như: Dãy núi Hồng Lĩnh hay còn gọi là Ngàn Hống được mệnh danh là “Danh sơn đệ nhất” được Vua Minh Mạng cho khắc vào Anh Đỉnh đặt ở Kinh thành Huế, chùa Thiên Tượng là “Hoan Châu đệ nhị danh thắng”, Khu di tích lịch sử - văn hóa Đại Hùng được xem như “Nơi lưu dấu của tổ tiên Hồng Lạc”, Di tích danh thắng chùa Hang được ví là “Đà Lạt thu nhỏ giữa lòng thị xã”. Đây thực sự là thế mạnh, là nguồn tài nguyên phong phú cho việc phát triển du lịch văn hóa tâm linh trên địa bàn.
Tên Hồng Lĩnh được đặt theo tên ngọn núi Hồng Lĩnh. Đây là một trong những danh thắng được khắc vào Anh Đỉnh (trong cửu Đỉnh) được đúc vào thời vua Minh Mạng. 

## Địa lý
Thị xã Hồng Lĩnh nằm ở phía bắc tỉnh Hà Tĩnh, nằm ở phía nam sông Lam, tựa lưng vào dãy núi Hồng Lĩnh, có vị trí địa lý:
- Phía bắc giáp huyện Nghi Xuân và huyện Hưng Nguyên, tỉnh Nghệ An
- Phía tây giáp huyện Đức Thọ
- Phía đông và phía nam giáp huyện Can Lộc.

Thị xã nằm ở toạ độ 105,45 kinh độ đông - 18,32 vĩ độ Bắc, là nơi giao nhau của Quốc lộ 1 và 8A.
Trung tâm thị xã cách thành phố Vinh 15 km về phía nam và thành phố Hà Tĩnh 35 km về phía bắc theo Quốc lộ 1, cách Cửa khẩu quốc tế Cầu Treo 92 km về phía đông theo Quốc lộ 8.
Thị xã Hồng Lĩnh là đô thị trung tâm kinh tế, văn hoá - xã hội phía bắc của tỉnh Hà Tĩnh, nơi có dòng sông La, sông Minh (Kênh Nhà Lê) và sông Lam dưới chân dãy núi Hồng Lĩnh với 99 ngọn nổi tiếng.
Năm 2024, thị xã Hồng Lĩnh có 58,95 km² diện tích tự nhiên và 48.142 người  .

## Hành chính
Thị xã Hồng Lĩnh có 6 đơn vị hành chính cấp xã trực thuộc, bao gồm 5 phường: Bắc Hồng, Đậu Liêu, Đức Thuận, Nam Hồng, Trung Lương và xã Thuận Lộc.

## Lịch sử
Kinh Dương Vương đến Hồng Lĩnh từ thời Văn Lang là một phần của bộ Việt Thường, tương truyền trước thời Văn Lang có nước Việt Thường (Việt Thường quốc) đóng đô ở Ngàn Hống (Hồng Lĩnh), sử cũ Trung Hoa có chép vào thời Chu Thành Vương (1042 TCN - 1021 TCN) có người ở Việt Thường mang chim Trĩ trắng đem cống. Có thuyết cho rằng sau thời kỳ tồn tại của Việt Thường quốc với trung tâm ở Ngàn Hống, đến thời Văn Lang kinh đô của người Việt cổ chuyển ra Phong Châu (Phú Thọ) khi đó Việt Thường trở thành một trong 15 bộ của nước Văn Lang.
Thời Hán thuộc quận Cửu Chân.
Thời kỳ độc lập tự chủ thuộc xứ Nghệ An, đến thời vua Minh Mạng được chia tách vào tỉnh Hà Tĩnh với tên gọi là Bãi Vọt. Vùng Bãi Vọt xưa kia vốn là đất thổ phỉ, nạn cướp của triền miên. Bởi đây vốn dĩ là vùng buôn bán giao thương quan trong phía bắc Hà Tĩnh nằm trên giao lộ giữa đường Cái quan và đường tỉnh lộ di sang miền Tây Hà Tĩnh để sang Lào.
Ngày 19 tháng 9 năm 1981, thành lập thị trấn Hồng Lĩnh trực thuộc huyện Đức Thọ.
Ngày 2 tháng 3 năm 1992, Hội đồng Bộ trưởng ban hành Quyết định số 67-HĐBT. Theo đó, thành lập thị xã Hồng Lĩnh thuộc tỉnh Hà Tĩnh trên cơ sở tách toàn bộ diện tích, dân số của thị trấn Hồng Lĩnh và hai xã Đức Thuận, Trung Lương, 29,02 ha diện tích tự nhiên và 389 người của xã Đức Thịnh thuộc huyện Đức Thọ; toàn bộ diện tích, dân số của hai xã Đậu Liêu và Thuận Lộc thuộc huyện Can Lộc.
Sau khi thành lập, thị xã Hồng Lĩnh có 5.809,11 ha diện tích tự nhiên và 29.666 người.
Ngày 11 tháng 3 năm 1992, theo Quyết định số 112/TCCP của Bộ trưởng – Trưởng Ban tổ chức cán bộ của Chính phủ, thị xã Hồng Lĩnh điều chỉnh địa giới các đơn vị hành chính như sau:
- Thành lập phường Bắc Hồng trên cơ sở toàn bộ diện tích và dân số của thị trấn Hồng Lĩnh, một phần diện tích và dân số của xã Đức Thuận
- Thành lập phường Nam Hồng trên cơ sở điều chỉnh một phần diện tích và dân số của xã Thuận Lộc
- Điều chỉnh một phần diện tích và dân số của xã Đức Thịnh (phần nhập vào thị xã Hồng Lĩnh) vào xã Đức Thuận.

Sau khi điều chỉnh địa giới hành chính, thị xã Hồng Lĩnh có 6 đơn vị hành chính trực thuộc, bao gồm 2 phường và 4 xã.
Ngày 19 tháng 1 năm 2009, Chính phủ ban hành Nghị định số 03/NĐ-CP thành lập 3 phường: Trung Lương, Đức Thuận, Đậu Liêu trên cơ sở các xã có tên tương ứng thuộc thị xã Hồng Lĩnh.
Theo số liệu đến năm 2024, Thị xã Hồng Lĩnh có 5.855,23 ha diện tích tự nhiên và 48.142 nhân khẩu, có 6 đơn vị hành chính trực thuộc, bao gồm 5 phường: Bắc Hồng, Nam Hồng, Trung Lương, Đức Thuận, Đậu Liêu và xã Thuận Lộc.

## Kinh tế - xã hội
Tài nguyên thiên nhiên
Thị xã Hồng Lĩnh có núi, đồi và đồng bằng ven sông; nguồn tài nguyên khoáng sản khá dồi dào, đặc biệt là tài nguyên nước; ngoài hai con sông (sông Lam và sông Minh), thị xã Hồng Lĩnh hiện có 4 hồ chứa nước: Thiên Tượng, Đá Bạc, Khe Dọc, Khe Môn, với tổng dung tích trên 6 triệu m3 đủ để cung cấp nguồn cho các nhà máy nước sạch trên địa bàn. Đặc biệt, nước ở các hồ này được đánh giá có chất lượng rất tốt, về mùa mưa hàm lượng cặn không lớn hơn 100g/m3. Cùng với nguồn từ sông và các đập kể trên thì còn có hàng chục con suối lớn nhỏ trên dãy Hồng Lĩnh đã tạo cho thị xã có nguồn tài nguyên nước dồi dào không chỉ đủ đáp ứng nhu cầu nước sinh hoạt của Nhân dân mà còn đáp ứng cho nhu cầu sản xuất của các khu, cụm công nghiệp trên địa bàn.
Thị xã Hồng Lĩnh có 1.816 ha đất lâm nghiệp. Trong đó, đất có rừng 1.502ha; rừng phòng hộ 1.401 ha; rừng thông 1.089 ha. Thảm thực vật rừng Hồng Lĩnh khá đa dạng, nhiều loại và loài cây gỗ; có nhiều loại bò sát, chim, thú sinh sống. Đặc biệt, khu vực Suối Tiên - Thiên Tượng có cảnh quan thiên nhiên rất hùng vĩ.

### Kinh tế

#### Công nghiệp, tiểu thủ công nghiệp
Toàn Thị xã có 04 cụm công nghiệp: Trung Lương, Nam Hồng, Cổng Khánh 1 và Cổng Khánh 2, tỷ lệ lấp đầy đạt trên 70%; đang kêu gọi xúc tiến đầu tư đầu tư hạ tầng kỹ thuật 01 cụm CN Cổng Khánh 3 diện tích 75 ha và 01 khu công nghiệp Bắc Hồng Lĩnh diện tích 269 ha.  
Đến nay đã có hơn 600 cơ sở, doanh nghiệp tham gia sản xuất, kinh doanh trong lĩnh vực công nghiệp, tiểu thủ công nghiệp; giải quyết việc làm cho gần 10.000 lao động; thu nhập trung bình của người lao động từ 5 - 6,5 triệu đồng/tháng. Giá trị sản xuất ngành CN-TTCN ước đạt gần 1.300 tỷ đồng/năm, chiếm trên 94% tổng giá trị sản xuất trên địa bàn.
Thương mại, dịch vụ
Thị xã có hơn 3.000 hộ kinh doanh trong lĩnh vực thương mại, dịch vụ. Ngoài các chợ vành đai, Trung tâm thương mại Thị xã có tổng diện tích hơn 21.000m2 với gần 1000 quầy hàng, lưu lượng 3.000 người/ngày. Có khoảng 50 nhà hàng, 250 cơ sở ăn uống; 05 khách sạn đạt tiêu chuẩn 1-2 sao, với hơn 150 phòng. Trên địa bàn có hơn 800 xe tải, gần 100 xe phục vụ du lịch, 04 hãng taxi với 1000 lao động. Dịch vụ Bưu chính, viễn thông, dịch vụ tài chính - ngân hàng, dịch vụ y tế và các dịch vụ khác phát triển nhanh, đáp ứng được yêu cầu của phát triển kinh tế xã hội.

### Giáo dục
Hiện nay, thị xã Hồng Lĩnh có mạng lưới trường lớp đủ các bậc học với 18 trường: 1 trường THPT, 4 trường THCS, 4 trường Tiểu học, 02 trường liên cấp Tiểu học - THCS và 7 trường mầm non (trong đó có 01 trường mầm non tư thục). Thị xã đã hoàn thành phổ cập bậc Tiểu học và THCS. Có 16/18 trường đạt chuẩn quốc gia, 100% giáo viên đạt chuẩn và trên chuẩn
Y tế
Thị xã có 01 bệnh viện, 01 trung tâm Y tế và 06 trạm y tế phường, xã đạt chuẩn Quốc gia. Trung tâm Y tế có quy mô 150 giường bệnh, 05 phòng chức năng và 16 khoa chuyên môn. Bệnh viện Đa khoa Hồng Hà có quy mô 120 giường bệnh, 06 khoa, 05 phòng chức năng.
Hệ thống bưu chính viễn thông và CNTT
Mạng bưu chính mở rộng khắp trong Thị xã: Trung tâm Bưu điện, Trạm Viba Thiên Tượng tiếp sóng Đài Truyền hình Việt Nam, Trung tâm Truyền hình cáp. Ngoài ra, trên địa bàn có 4 Bưu điện Văn hóa xã, 4 mạng thông tin di động. Mạng Internet đủ năng lực đáp ứng nhu cầu; 100% phường, xã được phủ mạng internet cáp quang tốc độ cao. Đến nay thị xã Hồng Lĩnh có 100% ban, ngành, tổ chức đoàn thể chính trị, xã hội đã kết nối mạng Lan và kết nối với mạng diện rộng của tỉnh.
Hệ thống ngân hàng
         Trên địa bàn hiện có 10 chi nhánh, phòng giao dịch ngân hàng thương mại gồm: Ngân hàng Ngoại thương, Ngân hàng Đầu tư và Phát triển Việt Nam, Ngân hàng Công thương, Ngân hàng Nông nghiệp và PTNT, Ngân hàng TMCP Á Châu, Ngân hàng CSXH, Ngân hàng TMCP Bắc Á, Ngân hàng TMCP Quân đội, Ngân hàng TMCP Việt Nam Thịnh Vượng, Ngân hàng Liên Việt. Các Ngân hàng và tổ chức tín dụng trên địa bàn Thị xã đang đẩy mạnh huy động các loại nguồn vốn để nâng cao hiệu quả đầu tư tín dụng, đảm bảo đầy đủ, kịp thời các nhu cầu về vốn cho sự phát triển kinh tế - xã hội địa phương trên tất cả các lĩnh vực, ngành nghề, các chương trình dự án.
Hệ thống cấp, thoát nước
Thị xã Hồng Lĩnh có nguồn tài nguyên nước mặt khoảng 70-80 triệu m3, 4 hồ chứa nước có tổng dung tích trên 6 triệu m3. Các nhà máy nước hồ Thiên Tượng, hồ Khe Dọc, hồ Đá Bạc được trang bị thiết bị lọc, xử lý hiện đại, bảo đảm công suất cung cấp đủ nước sạch cho toàn thị xã và phục vụ sản xuất kinh doanh trên địa bàn.
Hệ thống điện
Hiện tại thị xã Hồng Lĩnh có 01 trạm 110kV/35/22kV với công suất 25MVA; 161 trạm 35/0.4kV với tổng công suất 55811,5kVA; 100% phường, xã được dùng lưới điện quốc gia; 100% hộ gia đình được sử dụng điện, bình quân 4466kWh/người/năm. Trên 95% các tuyến đường ở khu vực nội thị và trên 60% tuyến đường ở khu vực nông thôn đã được chiếu sáng. Thị xã Hồng Lĩnh luôn bảo đảm việc cung cấp điện cho sinh hoạt và các hoạt động kinh tế, văn hóa - xã hội.

## Văn hóa - Du lịch

### Di tích và danh thắng
- Di tích danh thắng Quốc gia Chùa Thiên Tượng

Chùa Thiên Tượng được khai sơn kiến tạo từ khoảng thế kỷ thứ XIV thời nhà Trần, cách đây gần 700 năm (được công nhận là di tích danh thắng Quốc gia vào năm 2004); từng được xem là “Hoan Châu đệ nhị danh thắng”. Chùa được tôn xưng là ngôi Tổ đình của Phật giáo miền Trung, bởi chính nơi đây vị Thiền sư người Trung Quốc tên là Chuyết Công cùng các đệ tử sang nước ta truyền đạo, khi qua đây thấy cảnh Chùa thanh tịnh nên đã dừng chân tu tập một thời gian, rồi mới tiếp tục ra phía Bắc để lập nên dòng Thiền Lâm Tế phía đàng ngoài. Hiện nay, trong Chùa còn lưu giữ bút tích của rất nhiều vị cao tăng từng tu tập nơi đây. Từ Chùa nhìn xuống thị xã Hồng Lĩnh và ngã ba nơi tiếp giáp sông Lam và sông La đẹp như một bức tranh hồn thiêng sông núi của mảnh đất xứ Nghệ. “Vốn thợ trời tạc đá nên voi”, Thiên Tượng không chỉ đẹp về cảnh sắc thiên tạo mà còn gắn với bao truyền thuyết tâm linh về một vùng đất  thiêng nơi núi Hồng Lĩnh.
- Khu Di tích lịch sử - văn hóa Đại Hùng(bao gồm chùa Đại Hùng và đền thờ Thủy tổ Kinh Dương Vương) * Chùa Đại Hùng  Sử cũ chép lại Đại Hùng là một trong bốn ngôi cổ tự bao gồm: Thiên Tượng, Long Đàm, Đại Hùng, Cực Lạc được xây dựng vào khoảng thế kỷ thứ XIV, đời Nhà Trần; với khoảng cách địa lý được phân bổ đều nhau, khi tiếng chùa này thỉnh sẽ vọng đến chùa kia và ngược lại. Chùa được dựng trên mái núi ở độ cao khoảng trên 100m so với mục nước biển. Cổ vật lưu giữ ở đây còn có quả chuông cao trên 1m, nặng khoảng 200kg, được chạm trổ tinh xảo và có khắc “Đại Hùng Tự Chung”, chuông  được đúc vào năm thứ 7, niên hiệu Cảnh Thịnh.  * Đền thờ Thủy tổ Kinh Dương Vương và các bậc Vua Hùng

Tương truyền từ buổi đầu sơ khai dựng nước, phải tìm đất định đô, Thủy tổ Kinh Dương Vương đã hướng vào vùng danh thắng Núi Hồng, dựng Hoàng thành ở đây và đặt tên nước là Xích Quỷ (nghĩa là “Ngôi Sao Đỏ”); sau đó để định chính đô, giữ vững giang sơn, cơ nghiệp rộng lớn của tổ tiên, Kinh Dương Vương đã thiên đô ra vùng núi Ao Việt (Việt Trì – Phú Thọ ngày nay). Từ truyền thuyết nêu trên mà Nhân dân nơi đây đã lập nên Đền thờ Thủy tổ Kinh Dương Vương và các Vua Hùng. Đền được xây dựng cùng thời kỳ với chùa Đại Hùng, cách nhau khoảng 1km, nơi đây cây cối tự nhiên xanh tươi, có nguồn nước mát chảy ra từ trong các mạch nguồn của đá tạo nên giếng nước mát lành. Hàng năm, tại Khu di tích Đại Hùng được tổ chức khá nhiều lễ hội, song có hai lễ hội chính, đó là: Lễ húy kị đức Thủy tổ Kinh Dương Vương vào ngày 18 tháng Giêng và Đại lễ Giỗ Quốc tổ Hùng Vương cấp tỉnh ngày 10/3 âm lịch. 
- Di tích danh thắng chùa Hang

Chùa được xây dựng từ thời Hậu Lê, khoảng thế kỷ thứ XVII, ngôi Tam Bảo nằm gọn trong hang đá tự nhiên nên được gọi là chùa Hang. Với bạt ngàn thông reo và những thảm cỏ xanh mướt, dòng nước mát từ đập Khe Môn chảy vào hồ cảnh của vườn Lâm Tỳ Ni, Khu di tích danh thắng Chùa Hang được ví như một “Đà Lạt thu nhỏ ở chốn Hồng Lam”. Hiện tại Di tích đã được công nhận là điểm du lịch cấp tỉnh. 
- Đền Cả - Dinh đô quan Hoàng Mười

         Đền Cả hay còn có các tên gọi khác như: Dinh đô Quan Hoàng Mười; Mỏ Hạc Linh Từ, được xây dựng trên vùng đất đắc địa nơi giao nhau giữa 3 con sông (sông Minh, sông La và sông Lam), cả 3 con sông bồi đắp tạo nên thế đất như hình mỏ con chim hạc. Theo tư liệu lịch sử thì Đền được xây dựng cách đây trên 700 năm. Đây được xem là nơi Đức thánh minh Hoàng Mười ngự lãm trấn thủ vùng Hoan Châu xưa, tức Nghệ An - Hà Tĩnh ngày nay. Đền nổi tiếng linh thiêng, nên quanh năm Nhân dân trong và ngoài tỉnh thường đến làm lễ xin Đức thánh minh Hoàng Mười soi chiếu. Lễ hội hàng năm của Đền được tổ chức vào tháng 10 âm lịch, chính lễ là ngày 10/10 âm lịch.
- Chùa Long Đàm

         Tương truyền, xưa có một con rồng bơi lặn trong đầm này, một hôm trời mưa to, rồng cuộn mây bay lên để sót lại nhiều ngọc minh châu dưới đầm. Đêm trăng thanh thường trông thấy ánh sáng vằng vặc. Vì thế người ta dựng chùa bên đầm gọi là “Long đàm”, Chùa được xây dựng vào khoảng thể kỷ XVI - XVII, đã nổi tiếng một thời về cảnh gió mát, trăng thanh, thiên nhiên kỳ thú.
         Sách “Hoan châu phong thổ ký” của tiến sỹ Trần Danh Lâm (1704 - 1777) từng viết: “Một vùng cõi tịnh, chùa Long Đàm gió mát, trăng trong”. Long Đàm xưa là một trong 4 ngôi chùa đẹp của vùng Nghệ Tĩnh: Hương tích (Can lộc); Báo Ân (núi Ngũ Mã - Nghi xuân); Bạch Đế (Thanh chương – Nghệ An); Long đàm (nay Đức Thuận – Hồng Lĩnh). Chùa Long Đàm có giá trị lịch sử -Văn hoá lâu đời, với vị trí địa lý thuận lợi bên con đường Thiên lý Bắc Nam, luôn là địa danh hấp dẫn in đậm dấu ấn trong tâm hồn Phật tử, du khách tham quan và Nhân dân địa phương
- Cụm di tích lịch sử văn hóa Tiên Sơn

         Cụm di tích lịch sử văn hóa Tiên Sơn được xây dựng vào khoảng đầu thế kỷ XIII, đây là quần thể di tích độc đáo, bao gồm: Đền Tiên, Chùa Tiên, Đền Thánh Mẫu, Đền Bà Chúa Kho và Đền thờ Lục vị Thánh Tổ truyền nghề,…Toàn bộ được toạ lạc trên diện tích khoảng 2ha của ngọn núi Tiên, với hình ngưu ngọa (con trâu nằm). Nơi đây còn lưu giữ được khá nhiều cổ vật có giá trị; một trong những cổ vật phải kể đến đó là cổng tam quan phía trái, nếp nhà Hạ điện 3 gian, 2 chái bằng gỗ mít được chạm trổ hoa văn rồng, phượng tinh xảo, theo nét khắc chạm có thể khẳng định ngôi nhà được xây dựng vào khoảng cuối thời Hậu Lê; 4 con linh vật gồm: Voi đá, ngựa đá có niên đại hàng trăm năm, được các nghệ nhân tạo tác hết sức công phu và đặc biệt là giếng nước cổ có niên đại hàng trăm năm nhưng đến nay vẫn gần như nguyên vẹn; nước giếng trong xanh nhìn thấy tận đáy, theo những người dân nơi đây thì giếng nước không bao giờ cạn, kể cả những năm hạn hán nhất.
         Hàng năm, cứ mỗi độ xuân về vào ngày 07 tháng Giêng âm lịch tại di tích Tiên Sơn đều tổ chức lễ tế Lục vị Tổ sư truyền nghề với sự tham gia đông đảo của người dân, chính quyền địa phương, du khách gần xa.
- Đền Bình Lãng

         Đền Bình Lãng nằm bên bờ khe Bình Lãng, thuộc Tổ dân phố 5, phường Bắc Hồng, thị xã Hồng Lĩnh. Đền được xây dựng từ khoảng thế kỷ XVI. Đền được Nhân dân trong vùng lập nên để phụng thờ Thượng Thượng Thượng Đẳng phúc thần Uy Minh Vương Lý Nhật Quang. Tuy không được chính sử ghi chép nhiều, nhưng Ngài là hiện thân của những truyền thuyết gắn liền với vùng đất Hoan Châu (Nghệ An và Hà Tĩnh ngày nay).
         Trải qua sự tàn phá của thiên nhiên, qua hai cuộc chiến tranh chống thực dân Pháp và Đế quốc Mỹ xâm lược cũng như ý thức của con người, Đền đã bị phế tích hoàn toàn, chỉ còn sót lại viết tích của nền móng cũ. Đến những năm đầu thập niên của thế kỷ XXI, Nhân dân trong vùng đã lập nên cái miếu nhỏ để hương khói phụng thờ theo lệ cũ.
         Hiện nay, Đền Bình Lãng vừa được trùng tu, tôn tạo lại, để đáp ứng nhu cầu tín ngường của người dân nơi đây. Hàng năm, cứ vào ngày 16 tháng Chạp, Nhân dân trong vùng lại tổ chức Lễ húy kỵ của Uy Minh Vương Lý Nhật Quang tại Đền.
- Đền Song Trạng

         Đền Song Trạng toạ lạc trên sườn núi Ngọc (Ngọc Sơn), thuộc tổ dân phố Ngọc Sơn, phường Đức Thuận, thị xã Hồng Lĩnh, tỉnh Hà Tĩnh. Đây là nơi thờ hai cha con họ Sử là Sử Hy Nhan và Sử Đức Huy, cả hai đều đỗ trạng nguyên dưới triều nhà Trần.
         Trạng cha là Sử Hy Nhan ( ?- 1421), nguyên họ Trần, Ông đỗ Trạng nguyên khoa Quý Mão, triều Trần Dụ Tông (1363). Sử Hy Nhan bác lãm quần thư, không sách nào không tinh thạo, mà sở trường nhất về môn sử, cho nên được vua ban cho họ Sử (Hy Nhan: Nghĩa là hy vọng được như Nhan Uyên học trò Khổng Tử). Ông làm quan triều Trần đến chức Nhập nội hành khiển, Tri kinh diên (Kế cận Tể tướng), được vua ban Kim ngư đại (Túi thêu cá vàng).
         Trạng con là Sử Đức Huy (1360 – 1430) đỗ trạng nguyên khoa Tân Dậu triều Trần Phế Đế (1381). Ông là người tài, đức song toàn, khi người cha thân yêu qua đời, ông mới ra Thanh Hoá gia nhập nghĩa quân Lam Sơn, theo Lê Lợi đánh giặc Minh và được Lê Lợi trọng dụng. Bình Định Vương cử Sử Đức Huy làm Đầu mục, rồi ban quốc tính (họ Lê), phong cho Lê Đức Huy chức Hàn lâm viện sử quán, Quốc tử Bác sĩ, Thượng thư Bộ Hộ.
         Đền thờ hai ông đã được Đảng bộ và nhân dân phường Đức Thuận, thị xã Hồng Lĩnh tôn tạo, bảo vệ và phát huy truyền thống yêu nước, học giỏi, đỗ đạt cao, tấm gương của hai ông được lịch sử, nhân dân tôn thờ, ghi nhớ. Ngày 12 tháng 12 năm 1994, đền thờ hai ông được Nhà nước công nhận: Di tích Lịch sử - Văn hóa cấp Quốc gia.
- Đền thờ Đô đài Ngự sử Bùi Cầm Hổ: phường Đậu Liêu

Đền Đô đài Ngự sử Bùi Cầm Hổ thuộc TDP 4, phường Đậu Liêu, thị xã Hồng Lĩnh, tỉnh Hà Tĩnh, được người dân nơi đây lập nên để thờ một vị quan thanh liêm, tài, đức vẹn toàn ở thời Hậu Lê, đó chính là Đô đài Ngự sử Bùi Cầm Hổ. Ông sinh năm 1390 mất năm 1483 tại xã Độ Liêu, huyện Can Lộc, tỉnh Hà Tĩnh (nay là phường Đậu Liêu, thị xã Hồng Lĩnh, tỉnh Hà Tĩnh). Ông đã từng giữ các chức vụ: Ngự sử Trung thừa, An Vũ sứ Lạng Sơn, Thăng Tham tri chính sự, chức Á tướng; phò tá ba triều vua Lê là: Lê Thái Tổ, Lê Thái Tông và Lê Nhân Tông. Sau hơn 30 năm làm quan ở chốn triều đình, Ông xin lui về quê an trí tuổi già. Tuy được nghỉ chốn quan trường song thấy Nhân dân ở đây đói khổ nên Ông vẫn ngày đêm trăn trở chăm lo đồng điền, cùng dân làng xây một con đập bằng đá chặn dòng khe Vẹt dẫn nước từ núi xuống đủ tưới hàng trăm mẫu ruộng của làng xưa nay vốn bị hạn hán. Khi ông mất, triều đình ghi công và phong tước “Bỉnh trung đại vương, Thượng đẳng phúc thần”, đền thờ ông được xây cất bên hữu ngạn ngọn khe Vẹt trước chân núi Bạch Tỵ thuộc dãy núi Hồng Lĩnh, nhân dân cả vùng gọi là Đền Đô Đài. Đền thờ đã được Bộ Văn hoá - Thông tin xếp hạng công nhận di tích lịch sử văn hóa cấp Quốc gia ngày 31 tháng 01 năm 1992. Hiện tại ở Đền còn lưu giữ rất nhiều
Sắc phong của các triều đại và một số hiện vật gốc như cân đai, áo mũ, đầu cờ Mao Tiết thời làm quan và đi sứ của Ông. 
- Hồ Thiên Tượng trên núi Hồng Lĩnh

          Cùng với Chùa Thiên Tượng, Hồ Thiên Tượng được Nhà nước xếp hạng di tích cấp Quốc gia từ năm 2004. Hồ Thiên Tượng cách Chùa Thiên Tượng 2km về phía Đông Nam thuộc địa phận phường Bắc Hồng. Hồ nằm ở độ cao 100m so với mực nước biển, được tạo thành từ nguồn nước của Suối Tiên và có hình dáng đẹp, nước ở hồ quanh năm xanh và trong vắt. Tương truyền đây là nơi xưa Tiên tắm và để lại dấu chân trên Đá Thạch Bàn. Quanh năm suối Tiên nước chảy rì rào tạo thành bản nhạc êm đềm, du dương bên hồ Thiên Tượng giữa núi non xanh mát. Phía Đông và Tây hồ là vách núi, quanh hồ là những dải thông xanh soi bóng xuống mặt hồ phẳng lặng tạo thành bức tranh thủy mặc độc đáo, nguyên sơ ngay giữa một thị xã trẻ trung đang vươn mình phát triển.
- Đền Song Trạng

Toạ lạc trên sườn núi Ngọc (Ngọc Sơn), thuộc tổ dân phố Ngọc Sơn, phường Đức Thuận, thị xã Hồng Lĩnh, tỉnh Hà Tĩnh. Đây là nơi thờ hai cha con họ Sử là Sử Hy Nhan và Sử Đức Huy, cả hai đều đỗ trạng nguyên dưới triều nhà Trần. Trạng cha là Sử Hy Nhan ( ?- 1421), nguyên họ Trần, Ông đỗ Trạng nguyên khoa Quý Mão, triều Trần Dụ Tông (1363). Sử Hy Nhan bác lãm quần thư, không sách nào không tinh thạo, mà sở trường nhất về môn sử, cho nên được vua ban cho họ Sử (Hy Nhan: Nghĩa là hy vọng được như Nhan Uyên học trò Khổng Tử). Ông làm quan triều Trần đến chức Nhập nội hành khiển, Tri kinh diên (Kế cận Tể tướng), được vua ban Kim ngư đại (Túi thêu cá vàng).
Trạng con là Sử Đức Huy (1360 – 1430) đỗ trạng nguyên khoa Tân Dậu triều Trần Phế Đế (1381). Ông là người tài, đức song toàn, khi người cha thân yêu qua đời, ông mới ra Thanh Hoá gia nhập nghĩa quân Lam Sơn, theo Lê Lợi đánh giặc Minh và được Lê Lợi trọng dụng. Bình Định Vương cử Sử Đức Huy làm Đầu mục, rồi ban quốc tính (họ Lê), phong cho Lê Đức Huy chức Hàn lâm viện sử quán, Quốc tử Bác sĩ, Thượng thư Bộ Hộ.
Đền thờ hai ông đã được Đảng bộ và nhân dân phường Đức Thuận, thị xã Hồng Lĩnh tôn tạo, bảo vệ và phát huy truyền thống yêu nước, học giỏi, đỗ đạt cao, tấm gương của hai ông được lịch sử, nhân dân tôn thờ, ghi nhớ. Ngày 12 tháng 12 năm 1994, đền thờ hai ông được Nhà nước công nhận: Di tích Lịch sử - Văn hóa cấp Quốc gia. 
- Núi Hồng Lĩnh: Là dãy núi thuộc tỉnh Hà Tĩnh. Nơi đây có khoảng 100 ngôi chùa và đền miếu. Có ngôi rất cổ như chùa Hương Tích, Thiên Tượng, Long Đàm, Cực Lạc hay chùa Chân Tiên nơi vẫn còn dấu chân người và chân ngựa trên tảng đá (gắn với truyền thuyết Tiên giáng trần). Phong cảnh hùng vĩ, thơ mộng của Hồng Lĩnh là nơi sinh ra nhà thơ vĩ đại của Việt Nam - Nguyễn Du, danh nhân văn hóa được thế giới kỷ niệm
- Trung Lương là quê nội Cụ Tam Nguyên Yên Đổ Nguyễn Khuyến
- Sông Nhà Lê: được đào từ thời Lê Hoàn để nối thông từ Kinh đô Hoa Lư tới Đèo Ngang và là tuyến đường thủy đầu tiên trong lịch sử Việt Nam.

### Lễ hội truyền thống
- Lễ hội Giỗ Quốc tổ Hùng Vương tại Khu di tích Đại Hùng (10/3 âm lịch)

Đại lễ Giỗ Quốc tổ Hùng Vương được tổ chức hàng năm tại Khu di tích Đại Hùng, thuộc Tổ dân phố 7, phường Đậu Liêu trong 3 - 5 ngày, lấy ngày 10/3 âm lịch làm ngày chính lễ. Ngoài lễ tế dân gian của các cụ cao niên, lễ dâng cúng phẩm vật của Nhân dân trong vùng thì còn có các phần hội như: Văn nghệ, thi gói bánh chưng, thi đẩy gậy, đấu vật, kéo co, bóng chuyền... Thu hút hàng ngàn lượt du khách, bà con Nhân dân phật tử trong tỉnh và một số tỉnh phụ cận về tham dự. Hiện nay lễ hội đã được công nhận là lễ hội cấp tỉnh.. 
- Lễ hội Đền Cả  - Dinh đô Quan Hoàng Mười

Lễ hội được tổ chức vào những ngày đầu tháng 10 âm lịch, ngày chính lễ (10 tháng 10 âm lịch) được xem như ngày kỵ húy của Quan Hoàng Mười, là “Đức Thánh Minh” trong hàng các ông quan Hoàng thuộc tín ngưỡng thờ Mẫu Tam phủ của người Việt, được nhiều người ngưỡng mộ và được tôn thờ ở nhiều địa phương trong cả nước. Lễ hội Đền Cả (Dinh đô Quan Hoàng Mười) ngày càng thu hút được nhiều du khách thập phương hành hương về với Hồng Lĩnh - vùng đất ẩn giấu nhiều trầm tích văn hóa. 
- Lễ hội Báo ân Đô đài Ngự sử Bùi Cầm Hổ

Lễ hội được tổ chức vào ngày 12 tháng Giêng âm lịch hàng năm tại Đền Đô đài Ngự sử Bùi Cầm Hổ nhằm ghi nhớ công đức của một vị quan thanh liêm, chính trực, có nhiều công lao đóng góp cho quê hương, đất nước. Lễ hội ngày nay vẫn còn gìn giữ được truyền thống bao đời của cha ông; trong đó phần lễ được các bậc cao niên trong vùng tổ chức hết sức trang nghiêm và long trọng. 
- Hội đua thuyền ở Trung Lương

Được tổ chức vào ngày 03 - 04 tháng Giêng (âm lịch) hàng năm, tại sông Minh, thuộc phường Trung Lương, thị xã Hồng Lĩnh. Đây là một trong những lễ hội truyền thống từ bao đời nay. Lễ hội là dịp để bà con Nhân dân rèn luyện sức khỏe, đồng thời cầu mong một năm mới mưa thuận gió hòa, mùa màng tốt tươi, làm ăn gặp nhiều may mắn, đời sống Nhân dân được ấm no, hạnh phúc. Đây là lễ hội thu hút khá đông du khách tham dự, Lễ hội không chỉ là hoạt động thể thao đơn thuần mà còn mang ý thức tâm linh trong sáng của người dân nơi đây, là dịp để những người cao tuổi hoài niệm về quá khứ và dịp để trai thanh, gái lịch tìm đến chốn giải trí lành mạnh vào dịp tết đến, xuân về. 
- Lễ hội Chùa Hang
- Lễ hội đua thuyền truyền thống phường Trung Lương
- Lễ Khai hạ tại Đền Thánh sư Thợ rèn Vân Chàng
- Lễ tế Lục vị tổ sư truyền nghề tại phường Trung Lương
- Lễ hội làng Đông Xá.[9]

### Danh nhân và những người nổi tiếng
- Song trạng nguyên Sử Hy Nhan, Sử Đức Huy (cả hai cha con đều đỗ trạng nguyên)
- Danh nhân Đô đài Ngự sử Bùi Cầm Hổ
- Tiến sĩ Giám sát Ngự sử quyền tham chánh, hiến sát sứ xứ Sơn Nam Bùi Đăng Đạt dưới thời Lê Trung Hưng. Hiện mộ phần được an táng tại phường Trung Lương, TX. Hồng Lĩnh, tỉnh Hà Tĩnh.
- Chưởng ấn Ngự sử Nguyễn Trọng Tương (quê ở làng Vân Chàng, Đức Thuận)
- Cử nhân Lê Lai Yến (Đức Thuận)
- Tiến sĩ Thái Kính (Đậu Liêu)
- Danh nhân Nguyễn Đệ (Trung Lương)
- Danh nhân Nguyễn Thường (Trung Lương)
- Danh nhân Hồ Bỉnh Quốc (Đức Thuận)
- Trần Văn Khải
- Nhà cách mạng Nguyễn Huy Lung (Thuận Lộc)
- Giáo sư Nguyễn Đức Bình: nguyên ủy viên Bộ Chính trị, khóa VII, VII, Bí thư Trung ương Đảng, nguyên chủ tịch Hội đồng lý luận trung ương, nguyên giám đốc Học viện Chính trị Quốc gia Hồ Chí Minh
- Thạc sĩ Nguyễn Nhật - Thứ trưởng Bộ GTVT

## Giao thông
Giao thông đường bộ

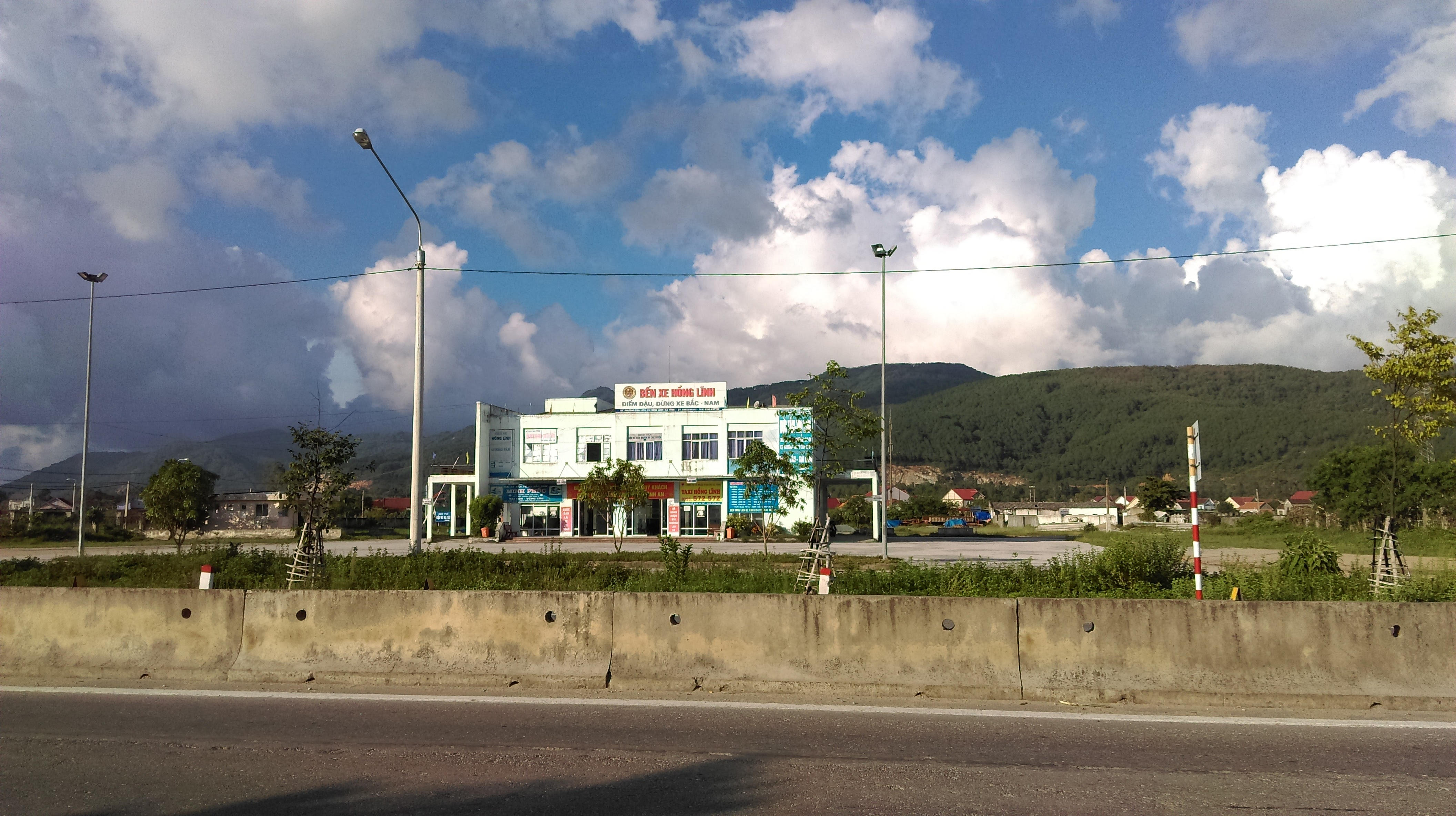
Bến xe Hồng Lĩnh

TThị xã Hồng Lĩnh nằm trên giao điểm ngã ba của 03 tuyến đường quan trọng xuyên Việt từ Bắc vào Nam và xuyên Á từ Đông sang Tây, cách ga đường sắt Yên Trung - Đức Thọ 15km, nút giao đường cao tốc Bắc - Nam 4km; cách ga Vinh 22km, sân bay Vinh 25km, cảng biển Xuân Hải (Nghi Xuân) 20km, cảng biển Cửa Lò 35km. 
         Hiện nay, trên địa bàn thị xã có 02 tuyến Quốc lộ chạy qua, đóng vai trò như là các tuyến đường trục chính giao thông đô thị. Quốc lộ 1 chạy qua Thị xã với chiều dài 10km. Quốc lộ 8 đoạn chạy qua Thị xã dài 11,5km, nối liền Quốc lộ 1 với Cửa khẩu quốc tế Cầu Treo và thông thương qua nước bạn Lào. Các trục đường giao thông nội thị được bố trí hợp lý. Tổng chiều dài các tuyến đường có chiều rộng phần xe chạy ≥ 7,5m là 72,5km.
         Mật độ đường giao thông (tính đến đường có chiều rộng phần xe chạy ≥ 7,5m): 1.72km/km2. Thị xã đang tập trung nguồn lực để hoàn thành tuyến đường Trung tâm rộng 70m, đường vành đai 1 rộng 60m về phía tây Thị xã và một số trục giao thông quan trọng khác để hoàn chỉnh hệ thống giao thông đô thị hiện đại. Hồng Lĩnh có tiềm năng để phát triển giao thông đường thủy: Sông Minh chảy dọc phía Tây dài 12km, sâu 3 - 4m, nối với sông Lam ra biển Đông qua Cửa Hội, nối với sông Nghèn ra biển đông qua Cửa Sót.
         Về dịch vụ vận tải, hiện tại Thị xã Hồng Lĩnh có 01 bến xe khách tổng diện tích 1,5ha; trên 800 phương tiện vận tải với công suất 9.000 tấn tải trọng.

## Hình ảnh

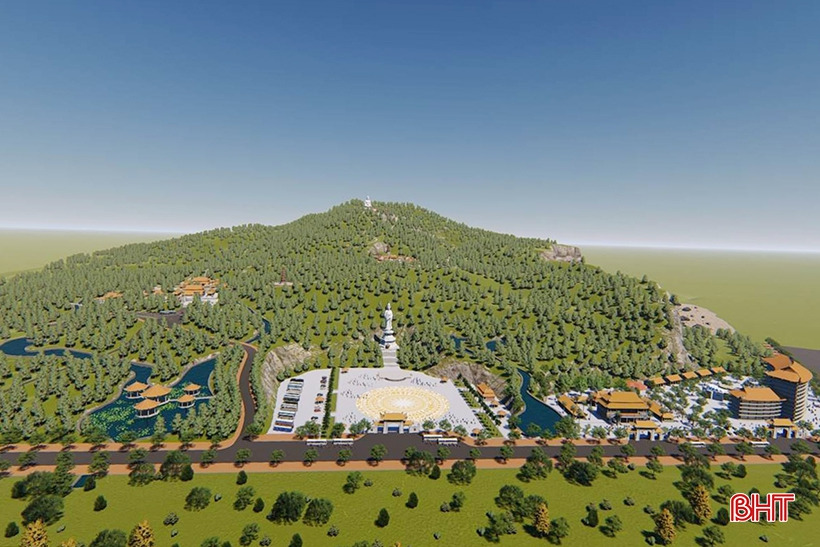
Chùa Đại Hùng - Kinh đô Ngàn Hống
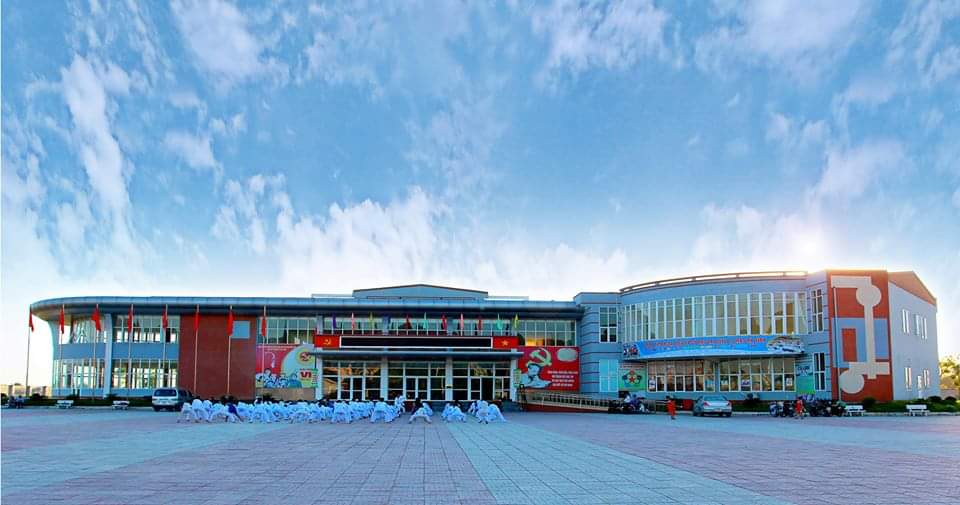
Nhà văn hóa Hồng Lĩnh
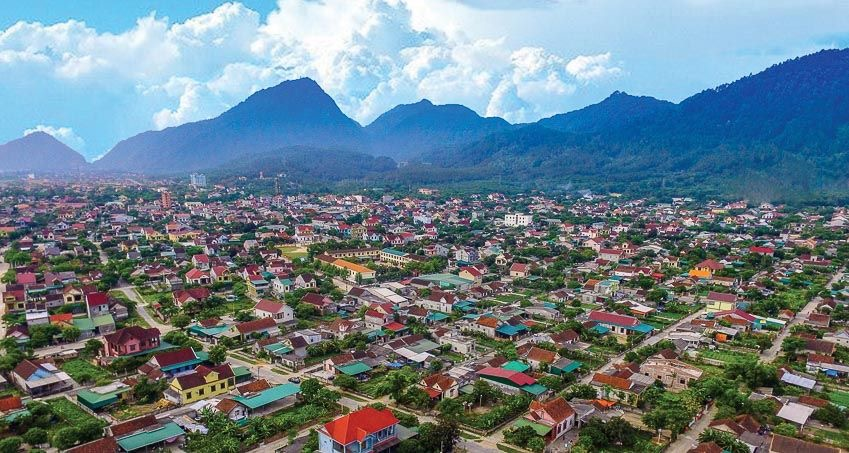
Toàn cảnh thị xã Hồng Lĩnh
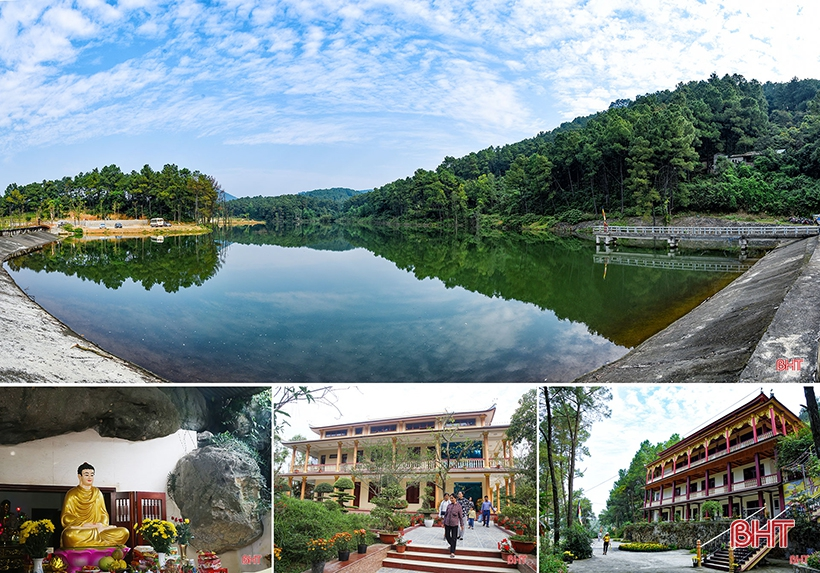
Danh thắng Hồng Lĩnh
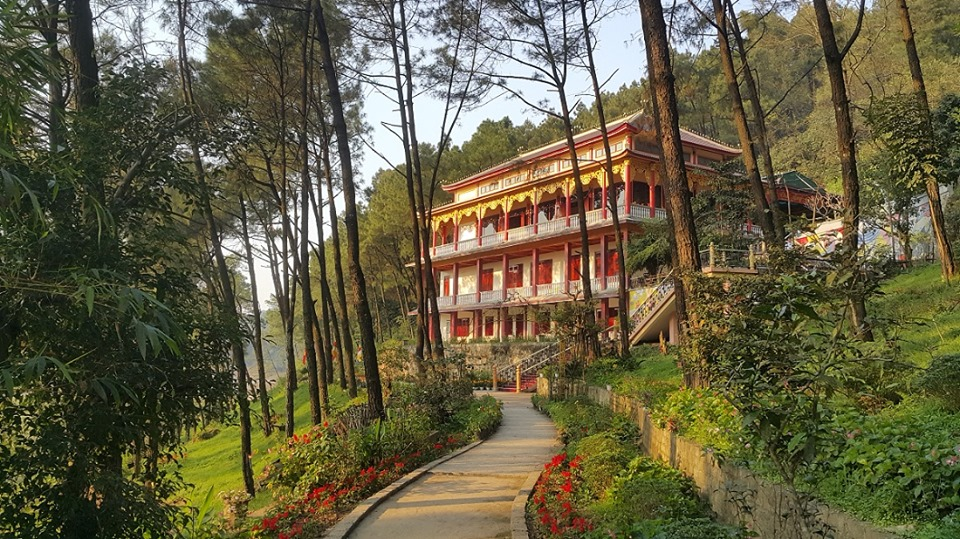
Chùa Hang Hồng Lĩnh
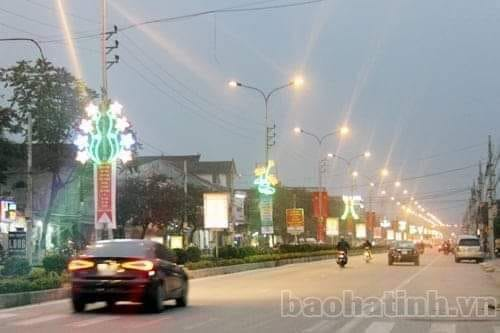
Hồng Lĩnh về đêm
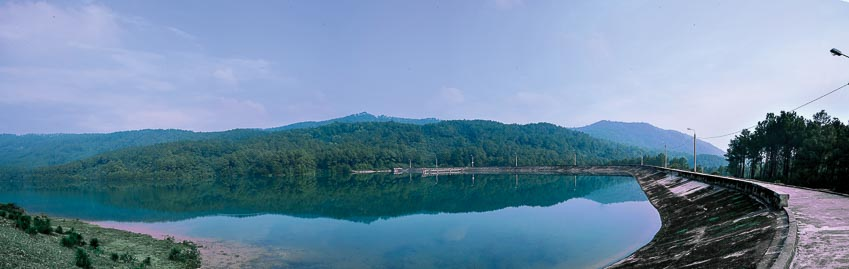
Hồ Suối Tiên Hồng Lĩnh
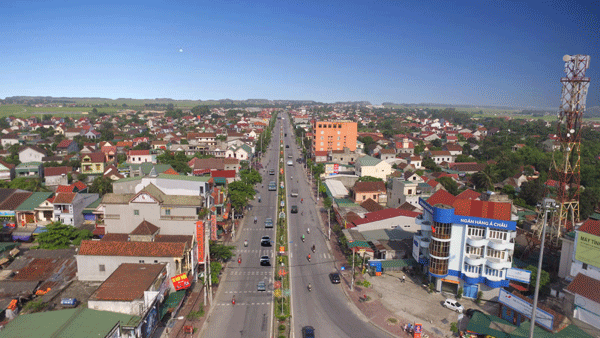
Một góc Hồng Lĩnh